# Trablice
Trablice – wieś w Polsce położona w województwie mazowieckim, w powiecie radomskim, w gminie Kowala. Ma status sołectwa. 
Wierni Kościoła rzymskokatolickiego należą do parafii Matki Boskiej Częstochowskiej w Pelagowie.

## Historia
Pierwsza pisana wzmianka o wsi Trawlicza pochodzi z 1452 r. Za czasów Długosza wieś należała do Trawnickich herbu Brochwicz. Dziesięcinę z łanów kmiecych oddawano dziekanowi kieleckiemu. Folwark dawał dziesięcinę plebanowi w Nowym Radomiu. W spisie z 1508 r. właścicielem wsi był Jan Podkański. Prywatna wieś szlachecka Trawlice, położona była w drugiej połowie XVI wieku w powiecie radomskim województwa sandomierskiego. Po Podkańskich właścicielami wsi w XVII w. został możny ród Duninów-Wąsowiczów herbu Łabędź. Ród ten pochodził z ziemi opoczyńskiej. Według spisu z 1789 r. wieś należała do Stefana Wąsowicza. W 1818 r. wieś liczyła 136 osób a w 1827 r. 20 domów i 184 mieszkańców. W skład dóbr szlacheckich Trablice wchodziły wsie i osady: Trablice, Pelagów, Zenonów i Sołtyków. Podczas uwłaszczenia w Trablicach po 1864 r., utworzono 16 gospodarstw rolnych na 74 morgach ziemi. W okresie międzywojennym właścicielem młyna w Trablicach był M. Dutkiewicz. 
W latach 1942–1944 funkcjonował w Trablicach niemiecki obóz pracy przymusowej dla ludności polskiej, tzw. Służba Budowlana (Baudienst).
W latach 1975–1998 miejscowość administracyjnie należała do województwa radomskiego.
15 marca 1984 część wsi (16,07 ha) włączono do Radomia.

## Infrastruktura
W Trablicach znajduje się m.in. świetlica wiejska "Słoneczko", przystanki PKS ze stała linią autobusów podmiejskich, kościół Matki Bożej Częstochowskiej, izba pamięci ks. Romana Kotlarza i cmentarz parafialny. 
Przy drodze wojewódzkiej 744 znajduje się market Dino oraz stacja benzynowa.
Przez wieś przebiega droga wojewódzka nr 744 łącząca Starachowice z Radomiem oraz w bezpośrednim sąsiedztwie przebiega linia kolejowa nr 8.